# Stefano Magnaghi
Stefano Magnaghi (Milano, 15 dicembre 1962) è un autore televisivo, produttore televisivo e dirigente d'azienda italiano, ideatore insieme a Paolo Bonolis di Ciao Darwin e direttore di Italia 1 dal 22 gennaio 2001 al 19 maggio 2002.

## Biografia
Cugino della doppiatrice Debora Magnaghi, entra in Fininvest nel 1991, andando ad occuparsi dell'area produzioni televisive di RTI. Negli anni novanta produce diversi varietà per le reti del Biscione, come Belli freschi, Buona Domenica, Tutti in piazza, La Corrida, Mina contro Battisti,  Il Quizzone e Tira & Molla.
In particolar modo, nel 1998 idea insieme a Paolo Bonolis il format di Ciao Darwin, che ottiene un notevole successo venendo anche esportato all'estero.
Il 22 gennaio del 2001 diventa il nuovo direttore di Italia 1 in sostituzione di Roberto Giovalli. Per l'emittente giovane Mediaset idea trasmissioni come Tacchi a spillo, con Claudio Lippi e Michelle Hunziker, Campioni, il sogno e Cari amici miei, ennesima collaborazione con Paolo Bonolis il cui format sarà successivamente esportato in altri paesi. Sotto la sua direzione porta anche all'esordio il talent show Saranno famosi, che otterrà subito un notevole successo e diventerà Amici di Maria De Filippi, Popstars, Survivor e diversi altri format importati.
Lascia l'incarico dirigenziale il 19 maggio del 2002, a seguito di contrasti con l'azienda legati al ruolo di Italia 1 rispetto alla rete ammiraglia Canale 5 in relazione agli ascolti, a causa di alcune polemiche legate alla crescita del numero degli spettatori di Sarabanda in contrapposizione a Striscia la notizia e alla volontà di Mediaset di privare la sua rete di Saranno famosi per promuoverlo sulla rete principale.
In seguito è tornato a svolgere la sua attività d'autore televisivo.